# Pedostibes tuberculosus
Pedostibes tuberculosus – gatunek płaza bezogonowego z rodziny ropuchowatych (Bufonidae); jedyny przedstawiciel rodzaju Pedostibes. Występuje wyłącznie w Indiach.

## Występowanie
P. tuberculosus występuje od stanu Maharasztra do południowej Kerali i przyległego południowo-zachodniego Tamilnadu w odizolowanych górskich lasach deszczowych w Ghatach Zachodnich, na wysokości od 300 do 1800 m n.p.m..

## Taksonomia
Gatunek i rodzaj po raz pierwszy naukowo opisał w 1876 roku niemiecko-angielski zoolog Albert Günther. Jako miejsce typowe odłowu holotypu Günther wskazał „Malabar” w południowych Indiach.

### Etymologia
- Pedostibes: gr. πεδοστιβης pedostibēs „kroczący po ziemi”, od πεδον pedon „grunt, ziemia”, od πους pous, ποδος podos „stopa”[7]; στιβος stibos „ślad, trop”[8].
- tuberculosus: nowołac. tuberculosus „pełen guzów i wypukłości”, od łac. tuberculum „wypukłość, guzek”[9].

## Morfologia
Cechy charakterystyczne zwierząt tego rodzaju to poziomo ułożone źrenice w oczach, eliptyczny język, błona pławna spajająca ze sobą palce kończyn górnych, jak i dolnych, będąca przystosowaniem do życia w środowisku wodnym. Koniuszki palców rozszerzają się w regularne krążki. Kości śródstopia łączą się ze sobą.

## Status
W Czerwonej księdze gatunków zagrożonych IUCN płaz ten od 2023 roku klasyfikowany jest jako gatunek najmniejszej troski (LC, ang. Least Concern); wcześniej, od 2004 roku uznawano go za gatunek zagrożony (EN, ang. Endangered), a od 1996 roku za gatunek narażony (VU, ang. Vulnerable).
W sezonie rozrodczym gatunek widywany jest pospolicie, poza sezonem lęgowym lokalnie jest rzadki. Trend liczebności populacji oceniany jest jako spadkowy ze względu na utratę i degradację siedlisk.